# Georg Ostrogorski
Georgije Ostrogorski (nazwisko często podawane w obcych brzmieniach: ang. George Alexandrovič Ostrogorsky, niem. Georg Ostrogorski, ros. Георгий Александрович Острогорский; ur. 19 stycznia 1902 w Petersburgu, zm. 24 października 1976 w Belgradzie) – serbski historyk urodzony w Rosji, międzynarodowej sławy bizantynolog.

## Życiorys
Jego ojciec był dyrektorem szkoły średniej w Petersburgu. Podczas rewolucji jego rodzina uciekła do Finlandii. W 1921 ukończył studia na Uniwersytecie w Heidelbergu. W tym samym roku otrzymał niemieckie obywatelstwo. Studia bizantynistyczne kontynuował w latach 1924–1925 w Paryżu. W 1925 w Heidelbergu obronił doktorat. Następnie pracował jako prywatny docent we Wrocławiu. W 1933 przeniósł się do Belgradu, gdzie objął katedrę bizantynistyki na Uniwersytecie Belgradzkim. Pracował tam do przejścia na emeryturę w 1973. Od 1946 był członkiem korespondentem Serbskiej Akademii, a dwa lata później członkiem rzeczywistym. W 1948 stworzył w ramach Akademii Instytut Bizantynistyki, którego został dyrektorem. Odznaczony został orderem Pour le Mérite.
Najbardziej znaną pracą Ostrogorskiego są Dzieje Bizancjum, które były tłumaczone na ponad 10 języków. W Polsce miała trzy wydania (1967, 1968, 2008).

## Publikacja w języku polskim
- Dzieje Bizancjum, przekład pod red. Haliny Evert-Kappesowej, Warszawa: Państwowe Wydawnictwo Naukowe 1967.